# Cross Roads (Texas)
Cross Roads é uma cidade  localizada no estado norte-americano do Texas, no Condado de Denton.

## Demografia
Segundo o censo norte-americano de 2000, a sua população era de 603 habitantes. Em 2006, foi estimada uma população de 657, um aumento de 54 (9.0%).

## Geografia
De acordo com o United States Census Bureau tem uma área de 17,8 quilômetros quadrados, dos quais 17,8 quilômetros quadrados cobertos por terra e 0,0 quilômetros quadrados cobertos por água.

## Localidades na vizinhança
O diagrama seguinte representa as localidades num raio de 12 km ao redor de Cross Roads.